# Kondole
Dans la mythologie des Aborigènes d'Australie, Kondole était un homme méchant et grossier. Une nuit, les participants à une cérémonie eurent besoin de quelqu'un pour s'occuper du feu. Kondole était le seul homme avec du feu, et il se cacha dans le bush. Les autres hommes se fâchèrent contre lui, et l'un d'entre eux, de frustration, lui planta une lance dans le crâne. Tous les hommes furent transformés en animaux, tels que des kangourous, opossums, poissons et oiseaux. Kondole lui-même devint une baleine, et le trou fait par la lance dans son crâne, devint l'évent de la baleine.